# STORM IN MY HEART
「STORM IN MY HEART」（ストーム・イン・マイ・ハート）はDOG FIGHTの1枚目のシングル。

## 内容
DOG FIGHTの初のシングルで唯一、オリコンチャート100位以内にランクインされた。

表題曲・カップリング共にアルバム未収録。

単独でアレンジを手掛けたのは本作のみ。

『STORM IN MY HEART』は1994年5月にリリースされた5枚目のシングル『浪漫』のカップリングとしてライブバージョンが収録されている。

## 収録曲
1. STORM IN MY HEART
作詞・作曲：TAISHO　編曲：DOG FIGHT
2. WILL
作詞・作曲：NAOKI　編曲：DOG FIGHT